# Mormodes morenoi
Mormodes morenoi är en orkidéart som beskrevs av Roberto Vásquez och Dodson. Mormodes morenoi ingår i släktet Mormodes och familjen orkidéer.
Artens utbredningsområde är Bolivia. Inga underarter finns listade i Catalogue of Life.